# Leon Kugland
Leon Kugland (* 4. Oktober 1999 in Wiesbaden) ist ein deutscher Fußballspieler.

## Karriere
Kugland spielte im Jugendbereich bei Hertha 03 Zehlendorf und ab 2012 beim SV Meppen. Im Sommer 2018 in den Kader der 2. Mannschaft in der Bezirksliga Weser-Ems Gruppe 3 aufgenommen.
Aufgrund eines Corona-Ausbruchs in der 1. Mannschaft kam er am 19. März 2022, dem 31. Spieltag, beim 0:0-Auswärts-Unentschieden gegen den 1. FC Magdeburg zu seinem Profidebüt in der 3. Liga, bei dem er in der Startformation stand.
In der Saison 2022/23 kam Kugland auf keine weitere Einsätze in der 3. Liga. Um mehr Spielpraxis zu sammeln, wurde er am 31. Januar 2023 bis zum Ende der Saison an den Regionalligisten Kickers Emden verliehen.